# Beverly, West Virginia
Beverly är en kommun (town) i Randolph County i West Virginia i USA. Vid 2010 års folkräkning hade Beverly 702 invånare.